# 瑞伊
瑞伊（法語：Juilly，法語發音：[ʒɥiji] ⓘ）是法国塞纳-马恩省的一个市镇，属于莫城区。

## 地理
瑞伊（49°0'46"N, 2°42'15"E）面积7.77 平方千米，位于法国法蘭西島大區塞纳-马恩省，该省份为法国北部内陆省份，北起瓦兹省，西接埃松省、马恩河谷省、塞纳-圣但尼省和瓦兹河谷省，南至卢瓦雷省，东南接约讷省，东临马恩省和奥布省，东北接埃纳省。
与瑞伊接壤的市镇（或旧市镇、城区）包括：楠图耶、圣马尔、蒂约、蒙热昂戈埃勒。

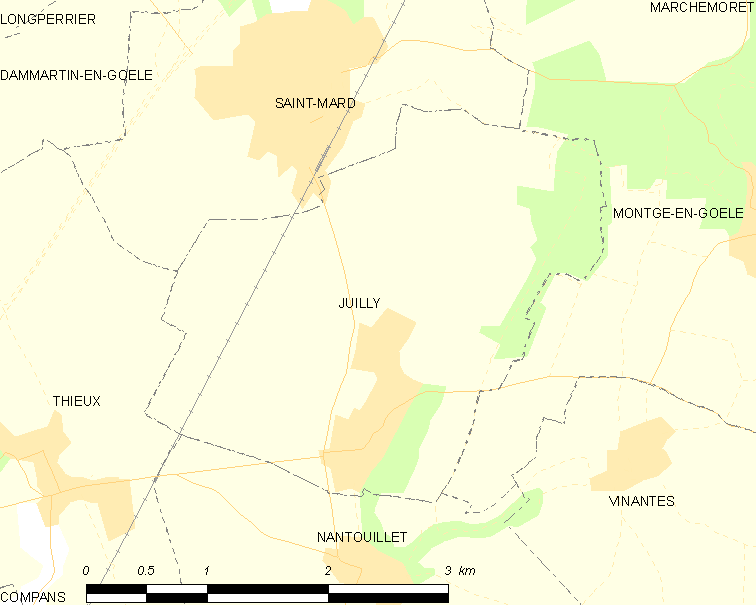
瑞伊的OSM定位图

瑞伊的时区为UTC+01:00、UTC+02:00（夏令时）。

## 行政
瑞伊的邮政编码为77230，INSEE市镇编码为77241。

## 政治
瑞伊所属的省级选区为米特里-莫里县。

## 人口

1962-2008年间瑞伊人口变化图示

瑞伊于2022年1月1日时的人口数量为2031人。